# Condado de Stark
O Condado de Stark é um dos 53 condados do estado norte-americano da Dakota do Norte. A sede do condado é Dickinson, e sua maior cidade é Dickinson. O condado possui uma área de 3 742 km² (dos quais 6 km² estão cobertos por água), uma população de 22 636 habitantes, e uma densidade populacional de 7 hab/km² (segundo o censo nacional de 2000).